# Atlantagrotis nelida
Atlantagrotis nelida är en fjärilsart som beskrevs av Köhler 1945. Atlantagrotis nelida ingår i släktet Atlantagrotis och familjen nattflyn. Inga underarter finns listade i Catalogue of Life.